# Rene Mandri

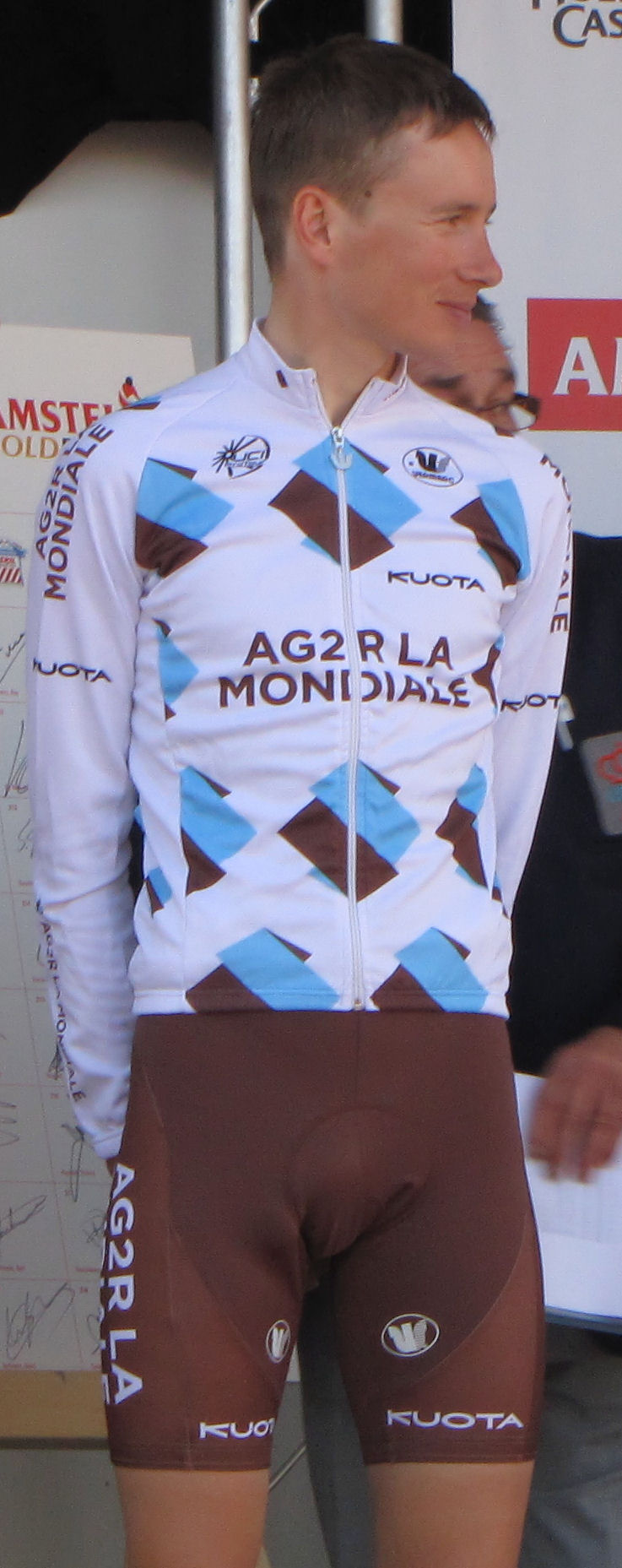
René Mandri i AG2R-La Mondiale 2010.

René Mandri, född 20 januari 1984 i Jõgeva, är en estnisk professionell tävlingscyklist som tävlar för det brittiska stallet Endura Racing.
2005 blev Mandri estnisk juniormästare i tempolopp.
2012 vann Mandri Tartu GP och den tredje etappen av Vuelta Ciclista a León.

## Stall
- BigMat-Auber 93 2006
- Ag2r Prévoyance 2007–2010
- Endura Racing 2011–